# Nukuini
Le nukuini (ou nukini) est une langue panoane parlée en Amazonie brésilienne, dans la municipalité de Mâncio Lima, de l'État d'Acre.
Les 425 Nukuini ne parlent plus que le portugais. Cependant la langue est enseignée à l'école depuis l'année 2000.